# Géorama

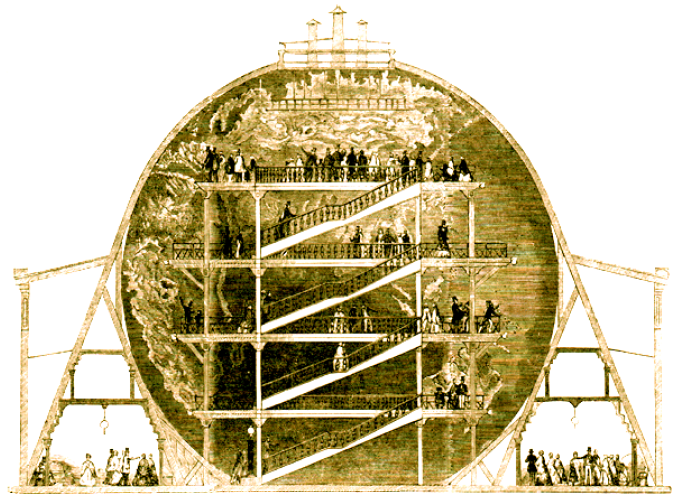
Le Great Globe de James Wyld (Londres, 1851).

Le géorama est une attraction géographique dérivée au XIXe siècle du panorama qui consiste en une représentation inversée de la Terre sous forme de sphère concave. On a aussi nommé géorama des représentations tracées en relief sur un parterre, à une échelle plus ou moins grande, d'une partie ou de l'ensemble de la surface de la terre.

## Géoramas sphériques

### Le géorama du boulevard des Capucines à Paris (1826)
En 1822 et en 1825 Charles-François-Paul Delanglard, employé à l'Administration Centrale des Contributions Indirectes, fit breveter le premier géorama,
machine à l'aide de laquelle on embrasse presque d'un seul coup d'œil toute la surface de la terre: il [le géorama] consiste en une sphère creuse de 40 pieds environ de diamètre au centre de laquelle le spectateur se trouve placé sur un plateau de 10 pieds environ de diamètre d'où il découvre toutes les parties du globe terrestre qui seront peintes à l'huile sur un châssis couvert de toile.
Cette attraction, finalement construite à l'échelle de 1/1 000 000 de la terre et avec un diamètre de près de 14 mètres à partir de 1823 et ouverte en 1826 à l'emplacement de l'actuel no 7 du boulevard des Capucines, périclita à partir de 1829. En 1833 la veuve de Monsieur Delanglard signale sa destruction prochaine à la Société de géographie. La décoration comprenait quatre statues représentant les continents (Amériques, Afrique, Asie, Europe) conçues par Louis-Alexandre Romagnesi en carton-pierre.

### Le géorama du carré Ledoyen à Paris (1844)
Ce globe terrestre, construit à l'échelle de 1/770 000 par Charles-Auguste Guérin en collaboration avec Louis Vivien de Saint-Martin et l'architecte Marc Jodot, membres de la Société de géographie était situé au carré Ledoyen, dit aussi carré du géorama des Jardins des Champs-Élysées. Il disparut avant 1851.

### Le géorama du Leicester square à Londres (1851)

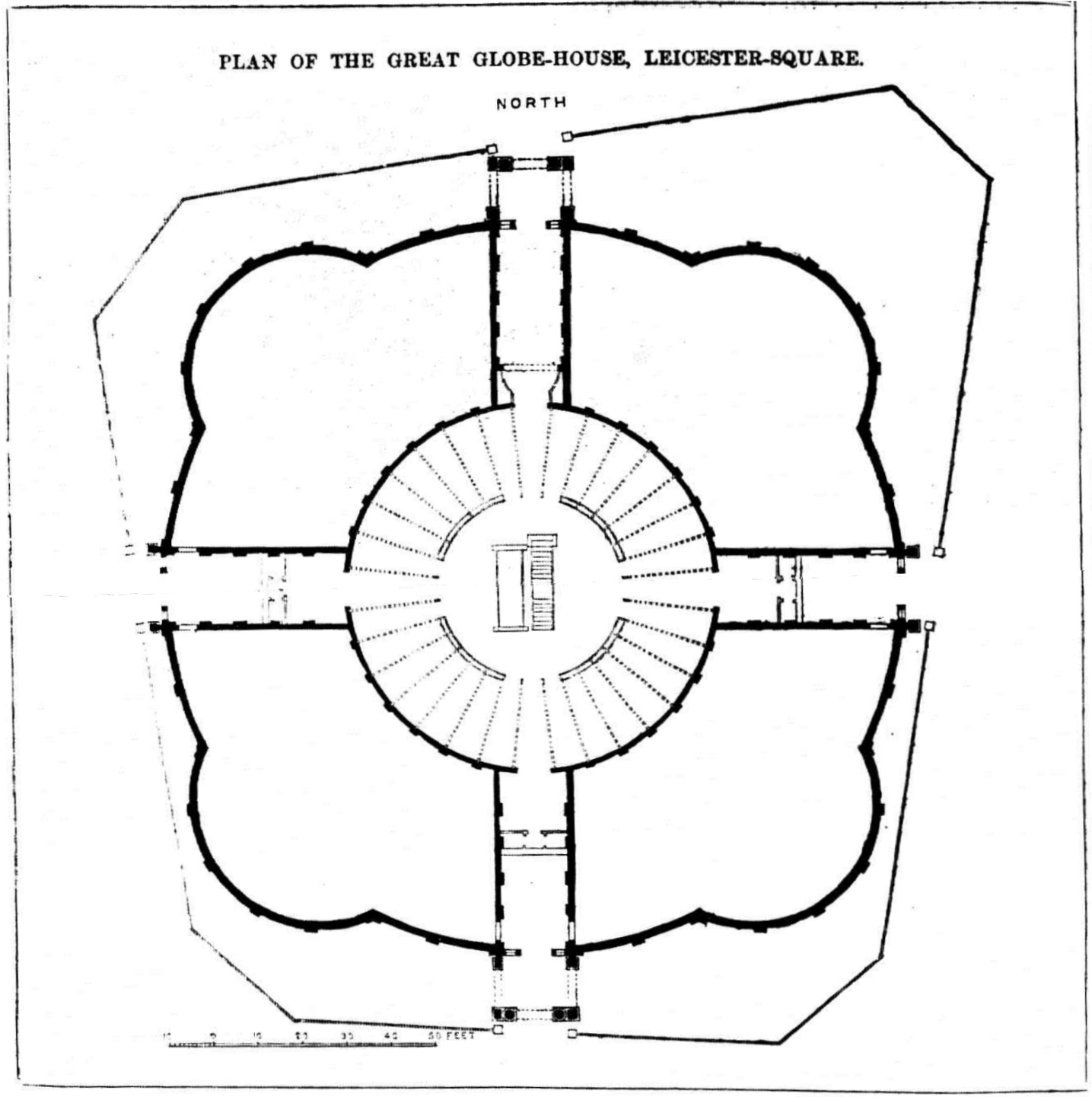
Les plans du Globe de Wyld, tels qu'ils parurent dans le numéro du 5 avril 1851 de The Builder. Les galeries extérieures ne purent être achevées qu'après l'ouverture.

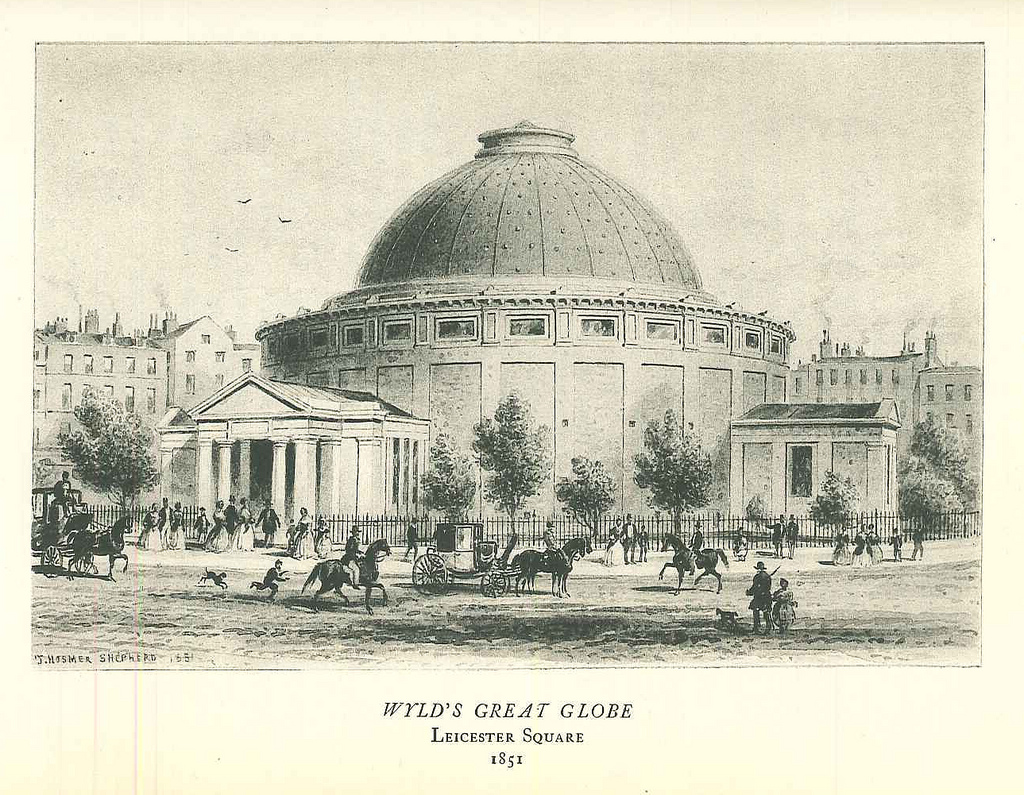
Un des premiers dessins du Globe sans ses galeries.

Le globe de Wyld (Wyld's Monster Globe) fut l'une des attractions de Londres entre 1851 et 1862. Conçu par James Wyld (1812–1887), député de Bodmin et cartographe de son état, il se dressait à Leicester Square, sous une halle de protection. C'était un globe creux énorme, de 18,40 m de diamètre. On y entrait par des escaliers et à chaque étage, le public pouvait voir une maquette du relief de la Terre, avec les chaînes de montagne et les rivières reproduites à l'échelle, en plâtre d'Argenteuil. Le magazine Punch le décrivait comme « un globe géographique que l'on peut embrasser d'un seul coup d’œil » Dans les couloirs rayonnant depuis l'entresol, Wyld exposait ses propres cartes, ses globes et son matériel de géodésie.
Wyld avait envisagé de construire cet édifice pour l'Exposition universelle de 1851 , mais sa taille et la volonté qu'avait Wyld d'en faire une vitrine pour son négoce ne permirent pas de l'abriter à l'intérieur du Crystal Palace, ; c'est pourquoi Wyld entra en pourparlers avec les propriétaires des jardins de Leicester Square, et après des négociations difficiles, il obtint finalement un bail pour dix années. Le hall d'exposition et la maquette du relief terrestre furent réalisés précipitamment de façon à ouvrir le Globe aux visites, pendant l’Exposition universelle.
Pour sa première année, le Globe connut un succès retentissant, puisque le nombre de visiteurs était juste derrière celui de l’Exposition universelle ; mais à partir de 1852, l'engouement du public se tarit : en dépit de sa nouveauté architecturale, le Globe était concurrencé par d'autres curiosités didactiques et dut produire des spectacles de variétés pour maintenir à flot le nombre de touristes. Wyld organisait des expositions et donnait des conférences sur des thèmes d'actualité, tout en s'efforçant de revendre le fonds au Cosmos Institute, afin d’en faire un musée géographique et ethnographique. Toutefois en 1862, à l'expiration du bail, il fallut bien démonter le globe, qui fut réduit en un tas de bois et revendu. Le régime de copropriété indivise des jardins de Leicester Square, joint à l’incapacité financière de Wyld à remettre les lieux en état, se soldèrent par un interminable procès et même un appel devant le Parlement. Wyld finit par céder ses parts dans Leicester Square, qui furent transférées en 1874 à la ville de Londres.

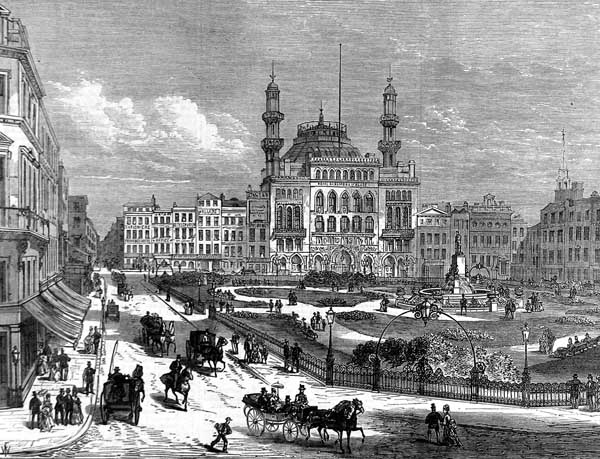
Leicester Square fut finalement redessiné en 1874, douze ans après la fermeture du Globe et six ans après la cession des parts de Wyld.

Il y eut par la suite plusieurs tentatives de reconstruire des globes géants, mais il faudra attendre 1935 pour qu'un édifice permanent voie le jour sur ce principe : le Mapparium de Chester Lindsay Churchill, dans la Mary Baker Eddy Library à Boston.

### Autres réalisations et projets
Pour l'Exposition universelle de Paris de 1889, Théodore Villard et Charles Cotard construisirent sur l'Avenue de Suffren, à la limite du Champ-de-Mars le géorama monumental, animé d'un mouvement de rotation, intitulé « globe terrestre au millionième », d'un diamètre de 12,73 m,. Une des tourelles d'accès était munie d'un ascenseur Otis.

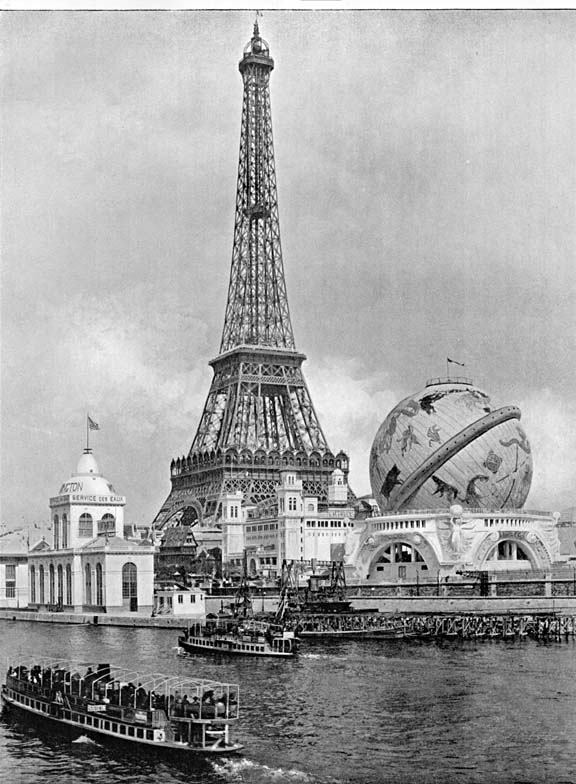
Le Globe céleste de l'Exposition universelle de 1900.

Élisée Reclus proposa d'en construire un encore plus grand pour l'Exposition universelle de 1900, et le projet était déjà fort avancé lorsque l'idée fut abandonnée : l'édifice aurait dû avoir un diamètre de 26 m pour représenter les continents à l'échelle 1/500 000e, avec un planetarium et une frise chronologique de l’évolution de l'Homme. Finalement, les organisateurs optèrent pour le « Cosmorama », projet à peine moins ambitieux : on édifia ce planetarium de 46 m de diamètre au pied de la Tour Eiffel.
Puis Paul Reclus, un neveu d’Élisée Reclus, élabora avec Patrick Geddes un géorama pour l’Outlook Tower d’Édimbourg, mais aucun des projets de Geddes ne vit le jour ; Reclus fabriqua une petite maquette appelée le "Globe creux" : il s'agissait d'une projection de l'aspect de la Terre, rendue transparente, si on l'observait de la tour ; Geddes dessina une sphère céleste concave en papier où un homme pouvait se tenir entier.

## Georamas en relief

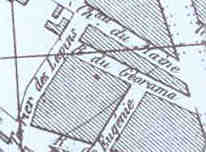
La rue du Géorama là où se trouvait le Géorama de 1843.

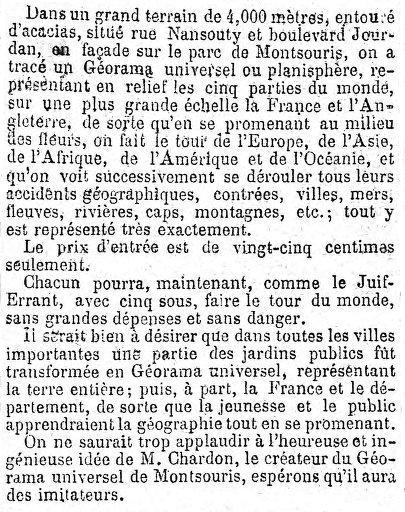
Le Petit Journal, 18 août 1868.

### Le géorama de Montrouge (1834-1845)
Cette attraction géographique éducative fut progressivement construite, de 1838 à 1845, par le géographe Jean-Léon Sanis (vers 1802-1879) dans la partie de l'ancienne commune de Montrouge annexée à Paris en 1860 (actuel quartier de Plaisance). Elle disparut dans un incendie en 1844. Sanis, qui après avoir établi une pension dans une partie des communs du château du Maine, louée à cet effet, réalisa son œuvre sur une pelouse de ce château (actuelle rue Asseline). L'étendue était de 33 ares. Ce géorama est connu par une description faite en 1860 par Émile de La Bédollière, dans son livre Le Nouveau Paris:
Une des rues voisines de la mairie rappelle le Géorama, créé en 1843 (date contradictoire) par un habile géographe, M. Sanis. C'était une reproduction très-réduite de la France, avec ses montagnes, ses plaines et ses cours d'eau. Les villes y étaient représentées par des groupes de maisons plus ou moins importants. Les élèves qui étaient mis en présence de ce plan connaissaient mieux la géographie de la France, au bout de quelques visites, que s'ils l'eussent étudiée longtemps dans les livres ; et il est fâcheux que ce travail consciencieux ait été détruit.

### Le Géorama universel deMontsouris
Un autre géorama, aujourd'hui disparu, fut créé à Paris en 1868, en face du parc de Montsouris.
Dans Le Petit Journal du 18 août 1868, on apprend que « Dans un grand terrain de 4000 mètres, entouré d'acacias, situé rue Nansouty et boulevard Jourdan, en façade sur le parc de Montsouris, on a tracé un Géorama universel ou planisphère » .... L'auteur de l'article décrit le site avec un certain enthousiasme et conclut « On ne saurait trop applaudir à l’heureuse et ingénieuse idée de M. Chardon, le créateur du Géorama universel de Montsouris ». D'autres journaux, comme La Presse, invitent à s'y promener en famille.
Clair Adolphe Chardon, ancien instituteur, est un républicain très surveillé par la police. On le sait blanquiste depuis au moins 1848, il sera jugé plusieurs fois pour ses activités politiques, notamment par la cour d'assises de la Seine en février 1852 (acquitté alors que ses amis Fombertaux et Charavay, sont condamnés à cinq ans d'emprisonnement à Belle-Île).
Son Géorama semble avoir connu un certain succès puisqu'il existe encore en 1886, année au cours de laquelle son créateur propose de vendre son jardin géographique à la Ville de Paris.